# Khurram Shazad
Khurram Shazad (* 21. Oktober 1990 in Halifax) ist ein pakistanisch-englischer Fußballspieler.

## Karriere
Shazad begann seine Karriere in seiner Heimatstadt beim FC Halifax Town. 2009 spielte er für Brighouse Town. 2011 kam er an das Young Harris College in den USA. 2013 spielte er zudem für Rocket City United.
Im Februar 2015 wechselte er zum österreichischen Regionalligisten WSG Wattens. Mit den Wattenern konnte er 2015/16 Meister der Regionalliga West werden und somit in den Profifußball aufsteigen. Sein Debüt in der zweiten Liga gab er am vierten Spieltag der Saison 2016/17, als er in Minute 77 für David Zimmerhofer eingewechselt wurde. Im Januar 2017 wurde sein Vertrag bei den Wattenern aufgelöst.